# Burkard Baschek
Burkard Baschek (geboren um 1971 in Heidelberg) ist ein deutscher Meeresforscher.
Baschek wuchs in seiner Geburtsstadt Heidelberg auf. Er leistete Zivildienst auf Sylt bei der Schutzstation Wattenmeer in Keitum. Baschek studierte Physik an der Ruprecht-Karls-Universität Heidelberg und zwei Jahre später, nach dem Vordiplom, Physikalische Ozeanografie an der Christian-Albrechts-Universität zu Kiel. Er wurde in Kanada promoviert.
Mehrere Jahre arbeitete er in den Vereinigten Staaten, war Postdoc in Massachusetts und Assistent Professor an der University of California in Los Angeles. Ab dem Jahr 2012 war er in Geesthacht als Leiter des Bereichs Dynamik der Küstenmeere am Helmholtz-Zentrum Hereon tätig. Er hat einen Lehrauftrag an der Christian-Albrechts-Universität zu Kiel. Am 1. August 2021 übernahm er den Posten des wissenschaftlichen Direktors am Deutschen Meeresmuseum in Stralsund von Harald Benke.
Sein Forschungsgebiet sind im Randbereich der Meeresströmungen auftretende Wasserwirbel. Unter Bascheks Leitung stand die Expedition Uhrwerk Ozean des Helmholtz-Zentrums.
Baschek ist verheiratet und hat zwei Kinder.